# Galería Kamel Mennour
Galerie Kamel Mennour es una galería de arte parisina especializada en arte contemporáneo.

## Histórico
Fue en 1999 cuando se inauguró el primer espacio 50 m2 , en el barrio de Saint-Germain-des-Près, en 60, rue Mazarine. Dedicada a la fotografía contemporánea, la galería Kamel Mennour presenta el trabajo de una generación de artistas internacionales aún poco conocidos en Francia, como Larry Clark, Stephen Shore o Nobuyoshi Araki, junto a artistas más consagrados como Pierre Molinier. Al mismo tiempo, la galería emprende una labor de edición de catálogos, acompañando estas exposiciones. Hasta la fecha, Kamel Mennour ha publicado más de cuarenta catálogos.
La galería se hizo un nombre en el extranjero al participar por primera vez en Paris Photo en 1999, en el FIAC en 2000, luego en Art Basel en 2003. Desde entonces, ha estado presente en la mayoría de las principales ferias internacionales de arte contemporáneo como Art Basel, FIAC y Art Basel Miami Beach.
En 2003, la galería se volcó más hacia las artes visuales con la promoción de la creación contemporánea joven con un programa dedicado a artistas reconocidos. Es en esta capacidad que Daniel Buren, Claude Lévêque, François Morellet y Martin Parr se unieron gradualmente a la galería.
En septembre 2007, la galería se amplía invirtiendo en un nuevo espacio de 400 m2  en el hotel privado de La Vieuville ( XVII XVII siglo ), localizado en 47, rue Saint-André-des-Arts . Habilitado por los arquitectos Aldric Beckmann y Françoise N'Thépé, el monumento fue inaugurado con una exposición monográfica del artista Daniel Buren. El espacio inicial de la rue Mazarine está dedicado a la presentación de proyectos específicos. En 2022, la galería cuenta con cuatro espacios de exposición en París.
En los años siguientes, la galería continuó exhibiendo alternativamente a jóvenes artistas emergentes ( Mohamed Bourouissa, Camille Henrot, Latifa Echakhch, Dario Escobar, Alicja Kwade) y artistas más establecidos, incluidos Huang Yong Ping, entre otros, Anish Kapoor, Tadashi Kawamata, Lee Ufan, Gina Pane o Martial Raysse .
Además de exposiciones monográficas, se organizan regularmente diálogos históricos (Daniel Buren y Alberto Giacometti en 2010, François Morellet y Kasimir Malevitch en 2011), así como exposiciones colectivas y temáticas, como " Lux perpetua (2012), abordando el tratamiento de la luz de Delacroix a Ann Veronica Janssens, o " La imagen del pensamiento (2013, comisariada por Donatien Grau ), dedicada al uso de presentaciones de diapositivas por parte de artistas contemporáneos.
Al mismo tiempo, la galería colabora regularmente con instituciones culturales mondiales para llevar a cabo importantes proyectos extramuros, como por ejemplo para " Arca 2009 de Huang Yong Ping en la Capilla de Bellas Artes de París, las exposiciones Monumenta de Anish Kapoor y Daniel Buren en 2011 y 2012 en el Grand Palais, o con motivo de la Bienal de Venecia, con el pabellón francés de Claude Lévêque (2009), el pabellón israelí de Sigalit Landau (2011) y el vídeo Fatiga de Camille Henrot (2013), premiados con el León de Plata que distingue al artista más prometedor.
Enseptembre 2013, la galería duplica su área de exposición al abrir un espacio en 6, rue du Pont-de-Lodi, cuyo volumen permite albergar obras monumentales, como las presentadas por Pier Paolo Calzolari, bajo un gran cristal techo, representante del Arte Povera, para su inauguración.
Para Télérama, Kamel Mennour está a la cabeza de una nueva generación de galeristas, más abiertos al mundo internacional y menos dependientes del mundo institucional francés. Fue nombrado Caballero de las Artes y las Letras en 2010.
En 2021, la galería suspende su colaboración con el artista visual Claude Lévêque, acusado de pederastia por el escultor Laurent Faulon.

## informaciones financieras
Al 30 de septiembre de 2017, la galería empleaba a treinta y dos empleados. Su facturación fue de 27 360 300 €  y su beneficio de 1 210 100 €.

## Artistas representados por la galería
La galería representa a unos cuarenta artistas.
| - Hicham Berrada - mohamed bourouissa - María Bovo - daniel buren - Muelle Paolo Calzolari - Latifa Echakhch | - [[{{{2}}}]] - miguel francois - Alberto García-Alix - [[{{{2}}}]] - Camille Henrot - David Hominal | - Ping de Huang Yong - Alfredo Jaar - Ann Verónica Janssens - Anish Kapoor - tadashi kawamata - Alicja Kwade | - Lee Ufan - claude leveque - François Morellet - gina pane - Martín Parr - rayo marcial | - Zineb Sedira - Miri Segal - Tadashi Yamaneko - shenyuan |

Obras destacadas de :
- Nobuyoshi Araki
- Roger Ballen
- Peter Beard
- Yona Friedman
- Sigalit Landau
- Zan Jbai
- Pierre La Police
- Pierre Molinier
- Daido Moriyama
- Christine Rebet
- Lili Reynaud Dewar
- Stephen Shore
- Ellen von Unwerth

## Publicaciones
- (en inglés) , Daido Moriyama – Remix, Patrice Remy, éditions Kamel Mennour, 2012 - 2de édition / 2004 - 1re édition, 300 pages, ISBN 9-782914-171496
- (en inglés) , Latifa Echakhch, Jean-Christophe Ammann, Latifa Echakhch, Annabelle Gugnon, Bernard Marcadé, éditions Kamel Mennour, 2012, 360 pages, ISBN 978-2-914171-46-5
- (en inglés) , Martial Raysse - How the path is long, Martial Raysse, éditions Kamel Mennour, 2012, 40 pages, ISBN 978-2-914171-48-9
- (en inglés) , Alfredo Jaar - The Sound of Silence, Okwui Enwezor, éditions Kamel Mennour, 2012, 256 pages, ISBN 978-2-914171-40-3
- (en inglés) , Zineb Sedira - Beneath the Surface, Steven Bode, Coline Milliard, Hans Ulrich Obrist, Erik Verhagen, éditions Kamel Mennour, 248 pages, ISBN 978-2-914171-44-1
- (en inglés) (en árabe) (en hebreo), Sigalit Landau - One man's floor is another man's feelings, Jean de Loisy, Hadas Maor, Chantal Pontbriand, Matanya Sack, Ilan Wizgan, éditions Kamel Mennour, 2011, 248 pages, ISBN 978-2-914171-41-0
- (en inglés) , Kazimir Malevitch & François Morellet / Carrément, éditions Kamel Mennour, Bernard Marcadé, Jean-Claude Marcadé, François Morellet, Serge Lemoine, éditions kamel mennour, Paris, 2011, 176 pages, ISBN 978-2-914171-42-7
- (en inglés) (en chino),Huang Yong Ping, Wu Zei, Jérôme Alexandre, Marie-Claude Beaud, Marie-Laure Bernadac, Robert Calcagno, Fei Dawei, Jean de Loisy, Huang Yong Ping, Arnaud Laporte, Richard Leydier, Jean-Hubert Martin, Jessica Morgan, Gilles A. Tiberghien, éditions Kamel Mennour & Nouveau Musée National de Monaco, Paris, 2011, 200 pages, ISBN 978-2-914171-39-7
- (en inglés) Johan Grimonprez, It's a poor sort of memory that only works backwards, Herman Asselberghs, Catherine Bernard, Jorge Luis Borges, Chris Darke, Jodi Dean, Thomas Elsaesser, Johan Grimonprez, Asad Ismi, Alvin Lu, Tom McCarthy, Florence Montagnon, Dany Nobus, Hans Ulrich Obrist, Vrääth Öhner, Mark Peranson, Alexander Provan, John Rumbiak, Simon Taylor, Eben Wood, Slavoj Žižek, Hatje Cantz (trade edition), 2011, 354 pages, ISBN 978-3-7757-3130-0
- (en inglés) , Marie Bovo, Sitio", Marie Bovo, Régis Durand, Richard Leydier, éditions Kamel Mennour, 2010, 144 pages, ISBN 978-2-914171-38-0
- Daniel Buren & Alberto Giacometti, Œuvres contemporaines, 1964-1966, Daniel Buren, Véronique Wiesinger, Bernard Blistène, éditions Kamel Mennour, 2010, (en inglés)  (1st edition) & (en inglés) (en árabe) (2d edition), 144 pages, ISBN 978-2-91417-136-6 (1st edition) / ISBN 978-2-914171-37-3 (2d edition)
- (en inglés) , Yona Friedman, Drawings & Models / Dessins & Maquettes, Yona Friedman, éditions kamel mennour, Les presses du réel, Paris, 2010, 1040 pages, ISBN 978-2-84066-406-2
- (en inglés) , Tadashi Kawamata, Tree Huts, Jonathan Watkins, Martin Friedman, Guy Tortosa, éditions Kamel Mennour, 2010, 272 pages, ISBN 978-2-914171-34-2
- Pierre Molinier – Monographie, Jean-Luc Mercié, éditions Kamel Mennour, Les Presses du réel, 2010,  (1st edition) & (en inglés) (2d edition), 400 pages, ISBN 978-2-84066-338-6 & ISBN 978-2-84066-371-3
- Huang Yong Ping, Myths, Jean de Loisy, Gilles A. Tiberghien, Richard Leydier, éditions Kamel Mennour, 2009, 192 pages, ISBN 978-2-914171-33-5
- Alberto Garcia-Alix / Daido Moriyama, Far from Home, éditions Kamel Mennour, 2008, 144 pages, ISBN 978-2-914171-30-4
- Yona Friedman / Camille Henrot – Réception / Transmission, éditions Kamel Mennour, Paris Musées, Collections de Saint-Cyprien, Paris, 2007, 144 pages, ISBN 2-914171-29-3 OCLC 671572350
- Marie Bovo - Nox, éditions Kamel Mennour, Paris Musées, 2007, e93 pages, ISBN 978-291417128-1
- Alberto Garcia-Alix – No me sigas… estoy perdido, éditions Kamel Mennour, No Hay Penas, La Fabrica Editorial, Paris Musées, Paris, 2006, 171 pages, ISBN 84-96466-47-7 OCLC 76858331
- (en inglés) , Zineb Sedira - Saphir, éditions kamel mennour, The Photographers’ Gallery, Paris Musées, Paris, 2006, 88 pages, ISBN 2-914171-26-9
- Peter Granser – Coney Island, éditions Kamel Mennour, Paris Musées, Hatje Cantz Verlag et Les presses du réel, Paris, avril 2006, 100 pages, ISBN 2-914171-24-2
- (en inglés) , Peter Granser – Alzheimer, éditions Kamel Mennour, Paris Musées and Les presses du réel, Paris, 2006, 95 pages, ISBN 2-914171-19-6
- (en inglés) , Gary Lee Boas – New York Sex 1979-1985, éditions Kamel Mennour, décembre 2003, 240 pages, ISBN 2-914171-16-1
- (en inglés) , Christine Macel, Danny Lyon – Forty Years éditions Kamel Mennour, 2003, 98 pages, ISBN 291417114-5
- (en inglés) , Annie Leibovitz, éditions Kamel Mennour, 2001, 46 pages, ISBN 2-914171-80-0 BnF 390505319
- Objectif Picasso, éditions Kamel Mennour, 2001, 162 pages, ISBN 2-914171-05-6

## enlaces externos
- Multimedia en Commons.

Catégorie:Catégorie Commons avec lien local identique sur Wikidata
- www.kamelmennour.com : sitio web oficial de la galería Kamel Mennour

- Datos: Q3094600
- Multimedia: Galerie Kamel Mennour / Q3094600